# Brun novis
Brun novis (Nonnula brunnea) är en fågel i familjen trögfåglar inom ordningen jakamar- och trögfåglar.

## Utbredning och systematik
Fågeln förekommer i fuktigt lågland i sydöstra Colombia, östra Ecuador och nordöstra Peru. Den behandlas som monotypisk, det vill säga att den inte delas in i några underarter.

## Status
IUCN kategoriserar arten som livskraftig.